# Иохвидов, Иосиф Семёнович
Ио́сиф Семёнович Иохви́дов (8 августа 1919, Одесса — 1 июля 1984, Воронеж) — советский математик школы М. Г. Крейна, автор нескольких монографий.

## Биография
Родился 8 августа 1919 года в Одессе в семье выпускника Императорского Новороссийского университета, присяжного поверенного Симона-Ицко Вульфовича Иохвидова (1877—1941) и Леи Бенционовны Иохвидовой (в девичестве Зельдес, 1884—1962), дочери сквирского купца второй гильдии, заключивших брак там же 25 августа 1906 года. У него был старший брат Эммануил (1913—?).
В июне 1941 с отличием окончил Одесский государственный университет, однако свой диплом получил по почте, уже находясь в армии. Фронтовик, до конца дней считал участие в победе над фашизмом главным делом своей жизни. На войне был помощником начальника артиллерийского снабжения 129 Орловской стрелковой дивизии. Демобилизовался из армии в звании майора.
В 1946 году  поступил в аспирантуру в Одессе. Преподавал в Одесском гидрометеорологическом институте, Одесском институте инженеров морского флота.
В 1950 году защитил кандидатскую диссертацию, в 1967 году — докторскую диссертацию. В 1950—1954 годах возглавлял кафедру высшей математики Владивостокского высшего мореходного училища. В 1954—1968 годах преподавал в Одесском инженерно-строительном институте.
С 1968 года до конца жизни работал профессором кафедры математического анализа Воронежского государственного университета.
Умер 1 июля 1984 года в Воронеже.

## Научная деятельность
И. С. Иохвидов был первый, кто использовал аппарат преобразований Кэли — Неймана в теории индефинитных пространств. Внимание математиков привлекли работы Иохвидова по геометрии гильбертовых и банаховых пространств с индефинитной метрикой. Иохвидов обобщил принцип неподвижной точки А. Н. Тихонова, значительно расширив границы класса операторов, имеющих максимальные семидефинитные инвариантные подпространства. И. С. совместно с М. Г. Крейном создали новое направление — индефинитную проблему моментов.
Другим важным направлением исследований И. С. Иохвидова явилось развитие алгебраической теории ганкелевых и тёплицевых матриц и форм. К основным результатам следует отнести теорию продолжений, а также теоремы о ранге ганкелевых и тёплицевых матриц и форм, основанные на введённых им (r, k)-характеристике ганкелевой матрицы и (r, k, l)-характеристике тёплицевой матрицы (в литературе используются термины «индексы Иохвидова» и «закон Иохвидова» ). Эти результаты и их модификации нашли своё применение в ряде смежных наук, в частности, в теории реализации линейных систем и задачах быстрого прогнозирования случайных процессов.
И. С. Иохвидов воспитал целую плеяду учёных, многие из которых работают сейчас во всем мире — в России, Германии, Израиле, Венесуэле.

## Избранные труды
- Иохвидов И. С. Ганкелевы и тёплицевы матрицы и формы. — М., 1974.—263 с.
- I.S. Iohvidov, Hankel and Toeplitz matrices and forms: Algebraic theory. Birkhauser, Boston,1982, 231 pages
- I.S.Iohvidov, M.G.Krein and H.Langer, Introduction to the Spectral Theory of Operators in Spaces with Indefinite Metric. Akademie-Verlag, Berlin, 1982
- Азизов Т. Я., Иохвидов И. С. Основы теории линейных операторов в пространствах с индефинитной метрикой. М.: Наука, 1986
- T.Ya. Azizov and I.S. Iohvidov, Linear Operators in Spaces with an Indefinite Metric, Wiley, New York, 1989

## Награды
Удостоен следующих боевых наград: медаль «За боевые заслуги» (26.08.1943) — за освобождение г. Орла, орден Красной Звезды (10.09.1944) — за боевое обеспечение операции по форсированию рек Днепр и Друть в районе белорусского города Рогачева, орден Отечественной войны II ст. (14.04.1945) — за участие в боях в Польше и Восточной Пруссии. Однако самыми дорогими и близкими его сердцу являлись две скромные медали, как бы символизирующие весь пройденный боевой путь: «За оборону Москвы» и «За взятие Берлина»

## Семья
- Жена — Геня (Анна) Абрамовна Каральник (1918—1985), преподаватель английского языка, переводчик.
  - Сын — математик Евгений Иосифович Иохвидов, кандидат физико-математических наук, доцент Воронежского технического университета.
  - Дочь — переводчик и журналист Алина Иосифовна Иохвидова, кандидат филологических наук, доцент Воронежского педагогического университета; с 1995 года живёт в Торонто (Канада).